# إبراهام دافنبورت
إبراهام دافنبورت هو محامي وقاضي وسياسي أمريكي، ولد في 1715 في ستامفورد في الولايات المتحدة، وتوفي في 20 نوفمبر 1789 في دانبري في الولايات المتحدة. انتخب عضو مجلس نواب كونيتيكت ‏.